# Панова Ольга Олександрівна
Панова Ольга Олександрівна (нар. 7 січня 1987) — колишня російська тенісистка.
Найвищу одиночну позицію світового рейтингу — 274 місце досягла 17 липня 2006, парну — 192 місце — 21 серпня 2006 року.
Здобула 9 парних титулів туру ITF.

## Фінали ITF

### Одиночний розряд (0–2)
| Легенда         |
| --------------- |
| турніри $25,000 |
| турніри $10,000 |

| Фінали за покриттям |
| ------------------- |
| Тверде (0–1)        |
| Ґрунт (0–1)         |

| Результат | Ранг | Дата           | Турнір                                     | Покриття | Суперниця            | Рахунок            |
| --------- | ---- | -------------- | ------------------------------------------ | -------- | -------------------- | ------------------ |
| Поразка   | 1.   | 4 липня 2004   | Красноармійськ (Московська область), Росія | Тверде   | Катерина Бичкова     | 2–6, 3–6           |
| Поразка   | 2.   | 13 серпня 2005 | Москва, Росія                              | Ґрунт    | Анастасія Пивоварова | 6–7(1–7), 6–7(4–7) |

### Парний розряд (9–11)
| Легенда          |
| ---------------- |
| турніри $100,000 |
| турніри $75,000  |
| турніри $50,000  |
| турніри $25,000  |
| турніри $10,000  |

| Фінали за покриттям |
| ------------------- |
| Тверде (2–6)        |
| Ґрунт (6–5)         |
| Трава (0–0)         |
| Килим (1–0)         |

| Результат | Ранг | Дата              | Турнір                   | Покриття   | Партнерка              | Суперниці                                   | Рахунок               |
| --------- | ---- | ----------------- | ------------------------ | ---------- | ---------------------- | ------------------------------------------- | --------------------- |
| Поразка   | 1.   | 3 серпня 2003     | Стамбул, Туреччина       | Тверде     | Ірина Коткіна          | Юлія Ач Жужанна Фодор                       | 7–6(7–5), 3–6, 4–6    |
| Поразка   | 2.   | 6 лютого 2005     | Валі-ду-Лобу, Португалія | Тверде     | Ірина Бурячок          | Меделіна Гожня Габріела Нікулеску           | 3–6, 4–6              |
| Перемога  | 3.   | 20 лютого 2005    | Портіман, Португалія     | Тверде     | Бурячок Ірина Олегівна | Анаїс Лорендон Лінда Смоленакова            | 6–4, 6–2              |
| Перемога  | 4.   | 10 квітня 2005    | Мінськ, Білорусь         | Килим (i)  | Олександра Панова      | Ольга Говорцова Полуніна Катерина           | 7–5, 6–3              |
| Поразка   | 5.   | 8 травня 2005     | Анталія, Туреччина       | Ґрунт      | Бурячок Ірина Олегівна | Габріела Нікулеску Моніка Нікулеску         | 3–6, 4–6              |
| Перемога  | 6.   | 29 травня 2005    | Київ, Україна            | Ґрунт      | Олександра Панова      | Василіса Давидова Христина Мовсесян         | 6–2, 6–0              |
| Поразка   | 7.   | 3 липня 2005      | Галац, Румунія           | Ґрунт      | Василіса Давидова      | Габріела Нікулеску Коріна-Клаудія Кордуняну | 4–6, 7–5, 1–6         |
| Перемога  | 8.   | 12 серпня 2005    | Москва, Росія            | Ґрунт      | Катерина Лопес         | Анна Бастрікова Василіса Давидова           | 7–5, 6–3              |
| Поразка   | 9.   | 4 вересня 2005    | Балашиха, Росія          | Ґрунт      | Катерина Лопес         | Анна Бастрікова Ніна Братчикова             | 2–6, 2–6              |
| Перемога  | 10.  | 17 вересня 2005   | Тбілісі, Грузія          | Ґрунт      | Ірина Коткіна          | Василіса Давидова Пемра Озген               | 6–2, 3–6, 6–4         |
| Поразка   | 11.  | 17 грудня 2005    | Дубай, ОАЕ               | Тверде     | Катерина Макарова      | Габріела Хмелінова Гана Шромова             | 5–7, 4–6              |
| Перемога  | 12.  | 26 березня 2006   | Ам'єн, Франція           | Ґрунт (i)  | Ярослава Шведова       | Жюлі Куен Карла Мраз                        | 6–4, 6–1              |
| Перемога  | 13.  | 19 листопада 2006 | Пуне, Індія              | Ґрунт      | Агнеш Сатмарі          | Ніколе Клеріко Ксенія Палкіна               | 6–2, 6–4              |
| Перемога  | 14.  | 18 лютого 2007    | Стокгольм, Швеція        | Тверде (i) | Даниця Крстаїч         | Сорана Кирстя Мелані Саут                   | 6–2, 0–6, 6–2         |
| Поразка   | 15.  | 23 березня 2007   | Мумбаї, Індія            | Тверде     | Штефані Феґеле         | Акгуль Аманмурадова Ніна Братчикова         | 2–6, 3–6              |
| Поразка   | 16.  | 14 серпня 2010    | Ферсмольд, Німеччина     | Ґрунт      | Амінат Кушхова         | Еріка Сема Гана Бірнерова                   | 3–6, 3–6              |
| Перемога  | 17.  | 29 серпня 2010    | Брауншвейг, Німеччина    | Ґрунт      | Амінат Кушхова         | Яна Набель Антонія Лоттнер                  | 6–3, 6–0              |
| Поразка   | 18.  | 5 вересня 2010    | Мольєрусса, Іспанія      | Тверде     | Амінат Кушхова         | Євгенія Криворучко Надя Лаламі              | 3–6, 7–5, [8–10]      |
| Поразка   | 19.  | 26 лютого 2011    | Анталія, Туреччина       | Ґрунт      | Марина Шамайко         | Тянь Жань Лян Чень                          | 7–6(7–2), 5–7, [9–11] |
| Поразка   | 20.  | 26 березня 2011   | Москва, Росія            | Тверде (i) | Олександра Панова      | Людмила Кіченок Надія Кіченок               | 3–6, 3–6              |